# Watson (Louisiane)
Pour les articles homonymes, voir Watson.
Watson est une census-designated place de la paroisse de Livingston, en Louisiane, aux États-Unis. 